# سیلوام اسپرینگز (آرکانزاس)
سیلوام اسپرینگز (آرکانزاس) (به انگلیسی: Siloam Springs, Arkansas) یک شهر در ایالات متحده آمریکا با جمعیت ۱۵٬۰۳۹ نفر است که در آرکانزاس واقع شده‌است. این شهر در حاشیه مرزی بین دو ایالت آرکانزاس و اوکلاهاما قرار دارد؛ و شهر همسایه آن در ایالت اوکلاهاما، وست سیلوام اسپرینگز می‌باشد که در حوزه ملت چریکی می‌باشد. این شهر در سال ۱۸۸۲ تأسیس شد و به خصوصیت شفادهندگی آب معدنی ساگر گریک (به انگلیسی: Sager Creek) شناخته شده بود.
این شهر یکی از بهترین ۲۰ شهر کوچک آمریکا در سال ۲۰۱۲ توسط نشریه (به انگلیسی: Smithsonian) شناخته شد.

## موقعیت جغرافیایی
موقعیت جغرافیایی شهرها و مناطق اطراف به شرح زیر است: